# 1981 au Liban
Chronologie du Liban
- 1977
- 1978
- 1979
- 1980
- 1981
- 1982
- 1983
- 1984
- 1985

Cet article présente les faits marquants de l'année 1981 au Liban ou concernant ce pays.

## Évènements
- 2 avril, guerre du Liban : début du siège de Zahlé. Reprise des combats entre l’armée syrienne et les Forces libanaises de Bachir Gemayel . Zahlé est assiégée tandis que les affrontements reprennent à Beyrouth. Fin avril, les Syriens s’emparent des hauteurs surplombant la Bekaa et le réduit chrétien. Israël décide d’intervenir pour aider les chrétiens[1].
- Juin : l’affrontement reprend au Liban-Sud entre Israéliens et Palestiniens[2].
- 17 juillet : Israël bombarde Beyrouth Ouest pour frapper les quartiers généraux palestiniens. En réponse, les Palestiniens multiplient les bombardements sur la Galilée[3].
- 24 juillet : Philip Habib, envoyé par Ronald Reagan, obtient un cessez-le-feu au Liban[4]. C’est une reconnaissance implicite des organisations palestiniennes par Israël.
- 4 septembre : assassinat au Liban de l’ambassadeur de France Louis Delamare[5].
- 15 décembre : Attentat de Beyrouth du 15 décembre 1981. Le groupe Islamiste Chiite al-Dawa perpétue un attentat à la voiture piégée ciblant l'ambassade d'Irak à Beyrouth, au Liban. L'explosion détruit l'ambassade et tue 61 personnes, y compris l'ambassadeur d'Irak au Liban, et en blesse 110 autres.

## Cinéma
- La Rencontre (arabe : شرم يكا soit Beyroutou el lika), film libanais réalisé par Borhane Alaouié, sorti en 1981. Il évoque Beyrouth pendant la guerre du Liban.